# Лентехі
Лентехі (ісп. Lentegí) — муніципалітет в Іспанії, у складі автономної спільноти Андалусія, у провінції Гранада. Населення — 340 осіб (2010).
Муніципалітет розташований на відстані близько 400 км на південь від Мадрида, 38 км на південь від Гранади.

## Демографія
Динаміка населення (INE ):

## Галерея зображень

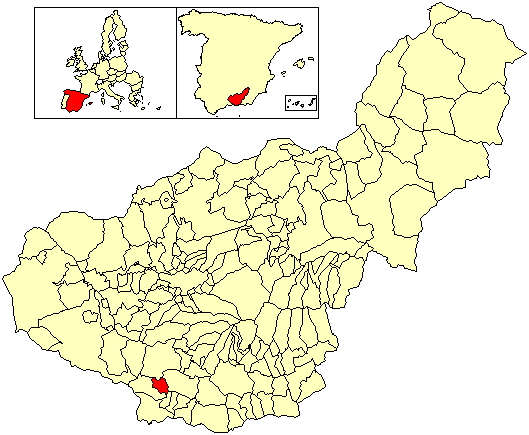
Розташування муніципалітету у провінції Гранада